# الفصول و الغایات فی تمجید الله و المواعظ
الفصول و الغایات (نام کامل: الفصول و الغایات فی تمجید الله و المواعظ؛ به انگلیسی: *Paragraphs and Periods on the Glorification of God and Admonitions*) مجموعه‌ای از مواعظ به نثر مسجع عربی است که توسط ابوالعلاء معری (درگذشته ۱۰۵۸ میلادی) نوشته شده است. این کتاب به دلیل تقلید عمدی از سبک قرآن مشهور است.
هیچ نشانه‌ای وجود ندارد که المعری قصد داشته است اثرش را به عنوان رقیبی جدی برای قرآن یا ادعای وحی الهی مطرح کند. بسیاری از معاصران مسلمان المعری اعتقاد داشتند که این کتاب قرآن را مسخره کرده و محکوم می‌کند. با این حال، در قرون بعدی، بسیاری از طرفداران او استدلال کردند که این کتاب نشان‌دهندهٔ تقوای واقعی و تمجید حقیقی از خداست. دانشمندان مدرن نظرات متفاوتی دارند؛ برخی آن را یک هجو می‌دانند، در حالی که دیگران آن را نقدی بر ادبیات متعارف می‌بینند.